# Lữ San
Lữ San (呂珊) có tên tiếng Anh là Rosanne Lui (sinh ngày 29 tháng 03 năm 1964 tại Hồng Kông thuộc Anh) là một nữ ca sĩ kiêm diễn viên truyền hình-diễn viên điện ảnh nổi tiếng người Hồng Kông. Cô từng phát hành một Album ca nhạc với nghệ danh là San San, hiện nay Lữ San đang là nghệ sĩ độc quyền của TVB, cô đã tham gia nhiều bộ phim truyền hình, tổ chức nhiều buổi hòa nhạc và hiện đang tập trung vào sự nghiệp phim ảnh truyền hình của mình. Cô là hậu duệ của nhà thư pháp Trung Hoa nổi tiếng Lữ Bá Ý. Cha của Lữ San là Lữ Vĩnh, tổng biên tập của tờ báo Silver Lantern và Minh Đặng Daily kiêm biên tập phim của kịch nói Hồng Kông. Chú của Lữ San là Lữ Kỳ, ngôi sao điện ảnh Hồng Kông nổi tiếng. Năm 1968, Lữ San chạm ngõ với diễn xuất lần đầu tiên với vai diễn "Phương Ngọc Trúc" trong bộ phim 《Mai Lan Cúc Trúc》 và từ đó cô trở thành một ngôi sao nhí tại Hồng Kông.

## Hoạt động Phim ảnh
Lưu ý: Những danh sách này chưa được hoàn thành đầy đủ.

### Phim truyền hình

#### Phim truyền hình (TVB)
| Năm  | Tên phim (tiếng Việt)        | Tên phim (tiếng Trung) | Tên phim (tiếng Anh)             | Vai diễn                                 |
| ---- | ---------------------------- | ---------------------- | -------------------------------- | ---------------------------------------- |
| 2000 | Lực Lượng Phản Ứng II        | 陀槍師姐II             | Armed Reaction II                | Tưởng Tú Lan                             |
| 2001 | Đắc Kỷ Trụ Vương             | 封神榜                 | Gods Of Honour                   | Khương hoàng hậu                         |
| 2002 | Đội Cứu Hỏa Anh Hùng II      | 烈火雄心II             | Burning Flame II                 | Khang San                                |
| 2002 | Người Cha Tuyệt Vời          | 絕世好爸               | Family Man                       | Triệu Trần Thục Nghi                     |
| 2002 | Gia Đình Vui Vẻ (Cổ Trang)   | 皆大歡喜               | Virtues of Harmony               | Hỏa Lạt Lạt / Hải Triều (Hải Thái nương) |
| 2002 | Niềm Tin Một Đời             | 情事緝私檔案           | The Trust Of A Life Time         | Đỗ Huệ Lan                               |
| 2003 | Trường Bình công chúa        | 帝女花                 | Perish In Name Of Love           | Chu Lâm thị                              |
| 2003 | Xứ Thần Tiên                 | 繾綣仙凡間             | In the Realm of Fancy            | Nguyệt Nhi                               |
| 2003 | Cầu Vồng Trong Đêm           | 黑夜彩虹               | Fate Twisters                    | Sophia Minh Tâm Khiết                    |
| 2003 | Quy Luật Sống Còn            | 律政新人王             | Survivor's Law                   | Lương Phượng Bình                        |
| 2003 | Thiếu gia vùng Tây Quan      | 西關大少               | Point Of No Return               | Lý Đức Dung                              |
| 2003 | Kiếm Thuật Tinh Túy          | 當四葉草碰上劍尖時     | Hearts of Fencing                | Âu Dương Thái                            |
| 2004 | Lực Lượng Phản Ứng IV        | 陀槍師姐IV             | Armed Reaction IV                | Tiền San San                             |
| 2004 | Sắc Màu                      | 下一站彩虹             | Dream Of Colours                 | Trần Thục Vân                            |
| 2004 | Thầy Hay Trò Giỏi            | 青出於藍               | Shine On You                     | Lý Thể Vân                               |
| 2004 | Gia Đình Vui Vẻ (Hiện Đại)   | 皆大歡喜               | Virtues of Harmony II            | Hải Châu                                 |
| 2005 | Gia Đình Tôi                 | 甜孫爺爺               | My Family                        | Văn Siêu Quần                            |
| 2005 | Bà Nhà Tôi                   | 老婆大人               | Just Love                        | Chung Đỉnh Anh                           |
| 2005 | Dấu Vết Của Sự Lừa Dối       | 奪命真夫               | Misleading Track                 | Kim Quế Muội                             |
| 2005 | Gia Vị Cuộc Sống             | 美味風雲               | Yummy Yummy                      | Hồ Ngọc Băng                             |
| 2005 | Mưu Sinh                     | 翻新大少               | Hidden Treasures                 | Huệ Trinh                                |
| 2005 | Đội Cứu Hộ Trên Không        | 隨時候命               | Always Ready                     | Lâm Gia Lệ                               |
| 2005 | Người Phát Ngôn Giỏi Luật    | 識法代言人             | When Rules Turn Loose            | Trương Tú Linh                           |
| 2006 | Bí Mật Gia Tộc               | 謎情家族               | Greed Mask                       | Helen Trương Khải Huân                   |
| 2006 | Kỳ Án Nhà Thanh              | 施公奇案               | A Pillow Case Of Mystery         | Bàng Cát Ái                              |
| 2006 | Kẻ Bán Đứng Lương Tâm        | 追魂交易               | Net Deception                    | Khâu Tuyết Chi                           |
| 2006 | Miền Đất Hứa                 | 滙通天下               | Land Of Wealth                   | Mạnh Nguyệt Nga                          |
| 2006 | Hạt Ngọc Phương Đông         | 東方之珠               | Glittering Days                  | Đinh Linh                                |
| 2006 | Chuyện Tình Xóm Chợ          | 街市的童話             | Hope For Sale                    | Lưu Thục Anh                             |
| 2007 | Ngọn Lửa Trắng               | 紅衣手記               | The White Flame                  | Lương Quân Kỳ (Lương Cô nương)           |
| 2008 | Mẹ Chồng Nàng Dâu            | 野蠻奶奶大戰戈師奶     | Wars Of In-Laws II               | Donna                                    |
| 2008 | Bằng Chứng Thép II           | 法證先鋒II             | Forensic Heroes II               | Connie Dương Tú Quyên                    |
| 2008 | Tìm Lại Một Nửa              | 與敵同行               | Last One Standing                | Trương Lệ Phân                           |
| 2008 | Tình Đồng Nghiệp             | 畢打自己人             | Off Pedder                       | Trần Tổ                                  |
| 2009 | Bà Nhà Tôi II                | 老婆大人II             | Just Love II                     | Chung Đỉnh Anh                           |
| 2009 | Cung Tâm Kế                  | 宮心計                 | Beyond The Realm Of Conscience   | Hồ Tố Ân (Hồ Ti thiết)                   |
| 2010 | Kỳ Án Nhà Thanh II           | 施公奇案II             | A Pillow Case Of Mystery II      | Bàng Cát Ái                              |
| 2010 | Công chúa giá đáo            | 公主嫁到               | Can't Buy Me Love                | Từ Thiền                                 |
| 2011 | Bố Y Thần Tướng              | 布衣神相               | Face To Fate                     | Phương Tuyết Quân                        |
| 2011 | Hôn Nhân Tiền Định           | Only You 只有您        | Only You                         | Hà Ngọc Anh                              |
| 2011 | Bếp Lửa Gia Đình             | 誰家灶頭無煙火         | Be Home For Dinner               | Lục Thái Hà                              |
| 2011 | Chân Tướng                   | 真相                   | The Other Truth                  | Từ Uyển Mị                               |
| 2011 | Đại Nội Thị Vệ               | 紫禁驚雷               | The Life And Times Of A Sentinel | Trần Tú Phi                              |
| 2011 | Bằng Chứng Thép III          | 法證先鋒III            | Forensic Heroes III              | Ella Tiền Mậu Anh                        |
| 2012 | Người Cha Tuyệt Vời          | 當旺爸爸               | Daddy Good Deeds                 | Cô Tình                                  |
| 2012 | Tranh Quyền Đoạt Vị          | 盛世仁傑               | The Greatness Of A Hero          | Nhan Thụy Vân                            |
| 2012 | Điệu Vũ Trường An            | 耀舞長安               | House Of Harmony And Vengeance   | Đinh Hương Hoa                           |
| 2012 | Bảo Vệ Nhân Chứng            | 護花危情               | Witness Insecurity               | Trần Ngọc Lan                            |
| 2012 | Phi Hổ                       | 飛虎                   | Tiger Cubs                       | Hà Thư                                   |
| 2012 | Lôi Đình Tảo Độc             | 雷霆掃毒               | Highs And Lows                   | Đinh Tiếu Vy                             |
| 2012 | Vòng Quay Hạnh Phúc          | 幸福摩天輪             | Missing You                      | Trang Mỹ Lâm                             |
| 2012 | Pháp Võng Truy Kích          | 法網狙擊               | Friendly Fire                    | Phương Ỷ Hà                              |
| 2013 | Nữ Cảnh Tác Chiến            | 女警愛作戰             | Sergeant Tabloid                 | Tống Huệ Kiều                            |
| 2013 | Hảo Tâm Tác Quái             | 好心作怪               | A Change Of Heart                | Điền Lệ Hà                               |
| 2013 | Bao La Vùng Trời II          | 衝上雲霄II             | Triumph In The Skies II          | Giang Vi                                 |
| 2013 | Cự Luân                      | 巨輪                   | Brother's Keeper                 | Lý Tuệ Băng                              |
| 2013 | Sứ Mệnh 36 Giờ II            | On Call 36小時II       | The Hippocratic Crush II         | Hướng Trịnh Khải Tĩnh                    |
| 2013 | Quý Cô Lỡ Thì                | My盛Lady               | Bounty Lady                      | Lý Chiêu Linh                            |
| 2013 | Tiệm Cà Phê Hữu Tình         | 貓屎媽媽               | Coffee Cat Mama                  | Mẹ của Bội Thi                           |
| 2014 | Xuân Hỷ Tương Phùng          | 新抱喜相逢             | Queen Divas                      | Isa Từ Diễm Phương                       |
| 2014 | Thực vi nô                   | 食為奴                 | Gilded Chopsticks                | Đức phi                                  |
| 2014 | Thế Giới Quý Cô              | 女人俱樂部             | Never Dance Alone                | Rose Hứa Tây                             |
| 2014 | Đội Điều Tra Liêm Chính 2014 | 廉政行動2014           | ICAC Investigators 2014          | Ada Lâm Yến San                          |
| 2014 | Sứ Đồ Hành Giả               | 使徒行者               | Line Walker                      | Nancy Lưu Mỹ Oanh                        |
| 2014 | Mảnh Ghép Gia Đình           | 我們的天空             | Shades Of Life                   | Mẹ của Chris                             |
| 2014 | Bát Quái Thần Thám           | 八卦神探               | Officer Geomancer                | Trần Triệu Nga                           |
| 2015 | Hoa Khôi Cảnh Viên           | 師奶MADAM              | Madam Cutie On Duty              | Chu Lý Hảo Thái                          |
| 2015 | Chuyện Tình Sân Khấu         | 水髮胭脂               | Romantic Repertoire              | Lương Mỹ Hoa                             |
| 2015 | Triều Bái Võ Đang            | 潮拜武當               | Wudang Rules                     | Tiền Hâm Hâm                             |
| 2015 | Chuyên Gia Gỡ Rối            | 拆局專家               | The Fixer                        | Lôi Hoa Bích                             |
| 2016 | Thiết Mã Gặp Chiến Xa        | 鐵馬戰車               | Speed Of Life                    | Loan Hoan Lan                            |
| 2016 | Cảnh Sát Siêu Năng           | EU超時任務             | Over Run Over                    | Tiêu Thanh Yên                           |
| 2016 | Trí Mệnh Phục Hoạt           | 致命復活               | Dead Wrong                       | Lý Tiểu Thư                              |
| 2017 | Ẩm Thực Tranh Tài            | 味想天開               | Recipes To Live By               | Đệ Ngũ Liên                              |
| 2017 | Thừa Thắng Truy Kích         | 乘勝狙擊               | Burning Hands                    | Nguyễn Nhu Tử                            |
| 2018 | Cuộc Chiến Nữ Quyền          | 平安谷之詭谷傳說       | The Forgotten Valley             | Ngũ Thiện Từ                             |
| 2018 | Xin Chào Sếp Nhé             | 波士早晨               | Watch Out Boss                   | Hương Dịch Cẩn                           |
| 2018 | Thâm cung kế                 | 宮心計2深宮計          | Deep In The Realm Of Conscience  | Vương Phương Mị (Hiền Thái phi)          |
| 2018 | Sàn Đấu Huynh Đệ             | 兄弟                   | Fist Fight                       | Diệp Lệ Phượng                           |
| 2019 | Đội Điều Tra Liêm Chính 2019 | 廉政行動2019           | ICAC Investigators 2019          | Lý Tố Nga                                |
| 2019 | Thiết Thám                   | 鐵探                   | The Defected                     | Lương Gia Lễ                             |
| 2019 | Kỳ Án Bao Thanh Thiên        | 包青天再起風雲         | Justice Bao: The First Year      | Lưu Nga (Lưu Thái hậu)                   |
| 2020 | Câu Chuyện Thời Đại Số       | 堅離地愛堅離地         | The Offliners                    | Lý Thoại Bình                            |
| 2020 | Bằng Chứng Thép IV           | 法證先鋒IV             | Forensic Heroes IV               | Trình Quý Khanh                          |
| 2021 | Đoàn Phim Bịp Bợm            | 欺詐劇團               | Fraudsters                       | Mẹ của Tưởng Gia Mân                     |
| 2024 | Xứng Danh Tài Nữ 4           | 巾幗梟雄之懸崖         | No Return                        | Thi Hoài Nhã                             |
| 2024 | Không Gian Lạ                | 異空感應               | Call of Destiny                  | Trang Mỹ Thi / Trang Ngọc Linh           |
| 2025 | Tin Nhắn Bí Ẩn               | 奪命提示               | Anonymous Signal                 | Thương Thiến                             |

#### Phim truyền hình (RTHK)
| Năm  | Tên phim (tiếng Việt) | Tên phim (tiếng Trung) | Tên phim (tiếng Anh) | Vai diễn       |
| ---- | --------------------- | ---------------------- | -------------------- | -------------- |
| 2010 | Nhà Có Phòng Trọ 2010 | 有房出租2010           | Rooms To Let 2010    | Hiệu trưởng Tạ |

### Phim điện ảnh
| Năm  | Tên phim (tiếng Việt)              | Tên phim (tiếng Trung) | Tên phim (tiếng Anh)     | Vai diễn                                    |
| ---- | ---------------------------------- | ---------------------- | ------------------------ | ------------------------------------------- |
| 1968 | Mai Lan Cúc Trúc                   | 梅蘭菊竹               | Four Gentlemanly Flowers | Phương Ngọc Trúc                            |
| 1971 | Phụng Phi Phi                      | 鳳飛飛                 | Feng Fei-Fei             | -                                           |
| 1972 | Thập Tứ Nữ Anh Hào                 | 十四女英豪             | Youngs Female Warrior    | Nữ binh của nhà họ Dương                    |
| 1972 | Quần Anh Hội                       | 群英會                 | -                        | Trúc Hương                                  |
| 1972 | Oa Oa Phu Nhân                     | 娃娃夫人               | -                        | Lính của Oa Oa Phu nhân                     |
| 1987 | Thần Cơ Lưỡng Nữ Hiệp              | 神奇兩女俠             | -                        | Tiên Lí Lí                                  |
| 1998 | Nam Nhân Hung, Nữ Nhân Gia         | 男人胸，女人Home       | -                        | Thiên Tẩu                                   |
| 2001 | Phanh Thi Chi Tang Tận Thiên Lương | 烹屍之喪盡天良         | -                        | Cảnh sát                                    |
| 2001 | Hoành Tài Tựu Thủ                  | 橫財就手               | -                        | -                                           |
| 2004 | Sự Thất Bại Của Gia Tộc            | 失敗家族               | -                        | Vợ của Đổng Huy                             |
| 2010 | 72 Khách Trọ                       | 72家租客               | 72 Tenants Of Prosperity | Nhân viên Phòng điện thoại                  |
| 2010 | Đại Nhĩ Long                       | 大耳窿                 | The Loan Shark           | San Thư                                     |
| 2014 | Đội Chống Tham Nhũng 1             | Z風暴                  | Z Storm                  | -                                           |
| 2019 | Đặc Nhiệm Mỹ Nhân 2                | 不義之戰               | The Fatal Raid           | Nữ Phó ủy viên Lực lượng Cảnh sát Hồng Kông |

### Chương trình tạp kỹ
| Năm  | Tên chương trình (tiếng Việt) | Tên chương trình (tiếng Trung) | Tên chương trình (tiếng Anh) | Vai diễn          | Xuất hiện               |
| ---- | ----------------------------- | ------------------------------ | ---------------------------- | ----------------- | ----------------------- |
| 2017 | Trúc • Động • Ái              | 築·動·愛                       | Love And Construction        | Hà Trương Mỹ Linh | Tập 4 • Anh em Tân Trát |
| 2018 | Tân Xuân Khai Vận Vương       | 新春開運王                     | Feng Shui For The New Year   | -                 | Mùa 3                   |

### Chương trình thể thao
| Năm  | Tên chương trình (tiếng Việt) | Tên chương trình (tiếng Trung) |
| ---- | ----------------------------- | ------------------------------ |
| 1991 | Chung kết Cúp FA              | 英國足總盃決賽                 |

## Hoạt động Âm nhạc
Lưu ý: Những danh sách này chưa được hoàn thành đầy đủ.

### Nhạc phim
| Năm  | Tên bài hát        | Tên bài hát | Tên phim            | Tên phim    | Tên phim            |
| Năm  | Tiếng Việt         | Tiếng Trung | Tiếng Việt          | Tiếng Trung | Tiếng Anh           |
| ---- | ------------------ | ----------- | ------------------- | ----------- | ------------------- |
| 2014 | Hoan Lạc Niên Niên | 歡樂年年    | Xuân Hỷ Tương Phùng | 新抱喜相逢  | Queen Divas         |
| 2017 | Mùa Gió            | 風的季節    | Cộng Sự             | 同盟        | The Unholy Alliance |